# Piazza Trieste e Trento
Piazza Trieste e Trento (già piazza San Ferdinando) è situata nel centro storico di Napoli.
Nodo viario di grande rilevanza, qui convergono via Toledo, via Chiaia e via San Carlo; inoltre è il principale punto d'accesso alla vicina, e ben più famosa, piazza del Plebiscito.

## Descrizione

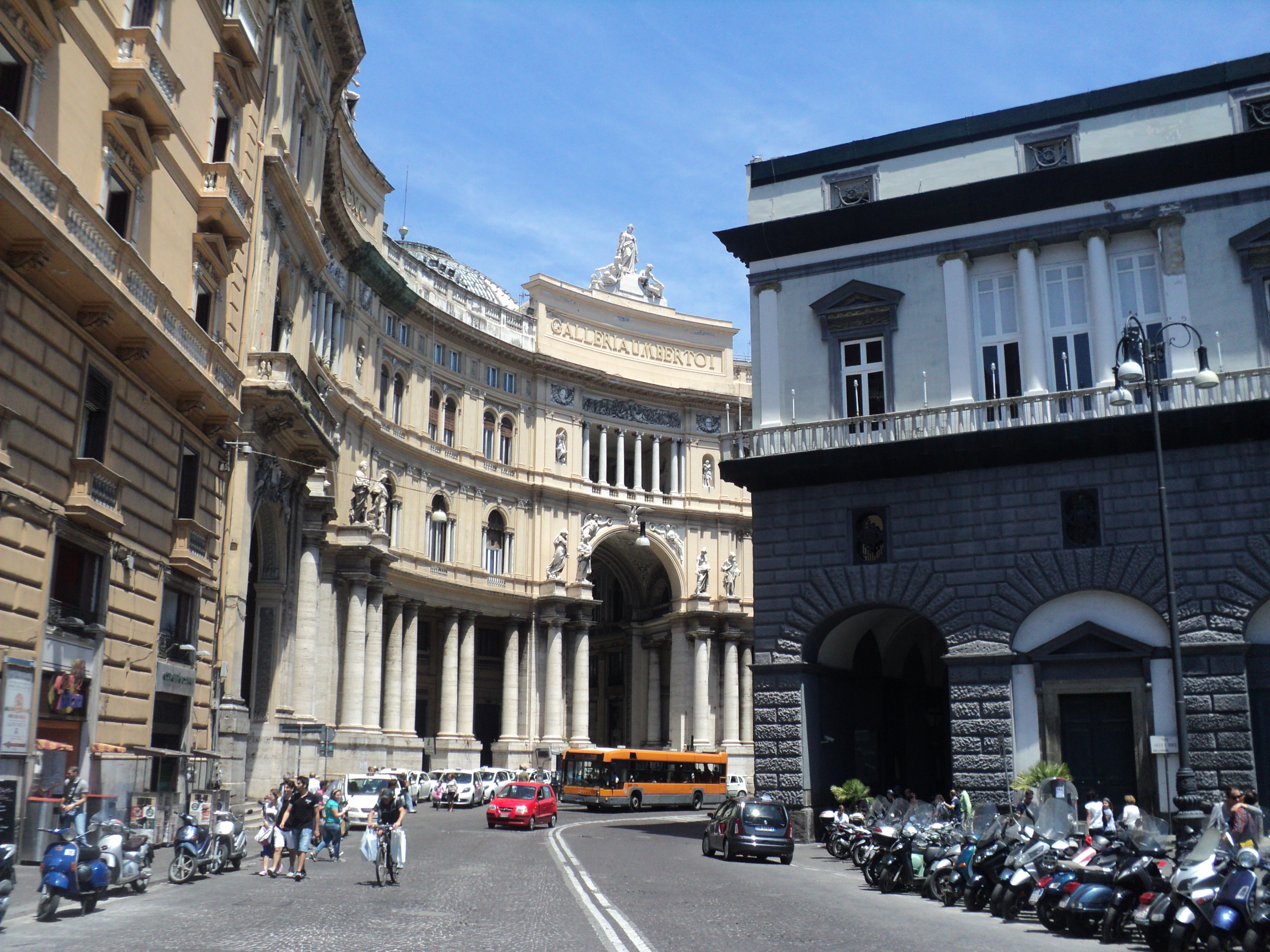
Vista verso il Real San Carlo e la Galleria Umberto I

Piazza Trieste e Trento assunse l'odierna denominazione nel 1919 in celebrazione della vittoria italiana nella prima guerra mondiale, mentre l'assetto attuale risente delle trasformazioni urbanistiche attuate fino al termine dell'Ottocento.
Di forma irregolare, ai suoi margini sorgono il Teatro San Carlo, il Palazzo Reale, il Palazzo del Cardinale Zapata, il Palazzo D'Alessandro di Pescolanciano e la seicentesca chiesa di San Ferdinando, inglobata nel medesimo lotto della Galleria Umberto I.
Al centro della piazza si trova la Fontana del Carciofo, voluta da Achille Lauro nel  1956.
Sul lato ovest, al piano terreno del palazzo delle Prefettura, è situato il celebre Caffè Gambrinus, in cui è ancora conservata la decorazione creata da alcuni importanti artisti attivi tra la fine dell'Ottocento e l'inizio del Novecento; il caffè vanta illustri avventori come Gabriele D'Annunzio e Filippo Tommaso Marinetti.
Nel palazzo del Cardinale Zapata (n. 48) ha sede il Museo "Giuseppe Caravita Principe di Sirignano", dedicato agli artisti napoletani dei secoli XIX e XX.
Fino al 1843 sorgeva dove oggi c'è un ampio spazio tra il teatro e il palazzo reale il palazzo Vicereale, chiamato anche palazzo Vecchio, realizzato nel 1540 su progetto di Ferdinando Manlio e Giovanni Benincasa per volere del viceré don Pedro di Toledo.
Il servizio il 28 agosto 1876 venne inaugurata la tranvia Napoli-Portici-Torre del Greco gestita dalla Société Anonyme de Tramways Napolitains (SATN), che aveva rilevato quale tratta iniziale la concessione di omnibus affidata dal Comune di Napoli nel 1875 a Ladislao Paridant. Tale servizio era strutturato in maniera atipica, con le corse che avevano capolinea proprio in piazza da San Ferdinando al confine detto "dei Granili", in via Reggia di Portici, effettuate con normali vetture omnibus cui venivano sostituite le ruote per proseguire in modalità tranviaria fino a Portici.